# نپال

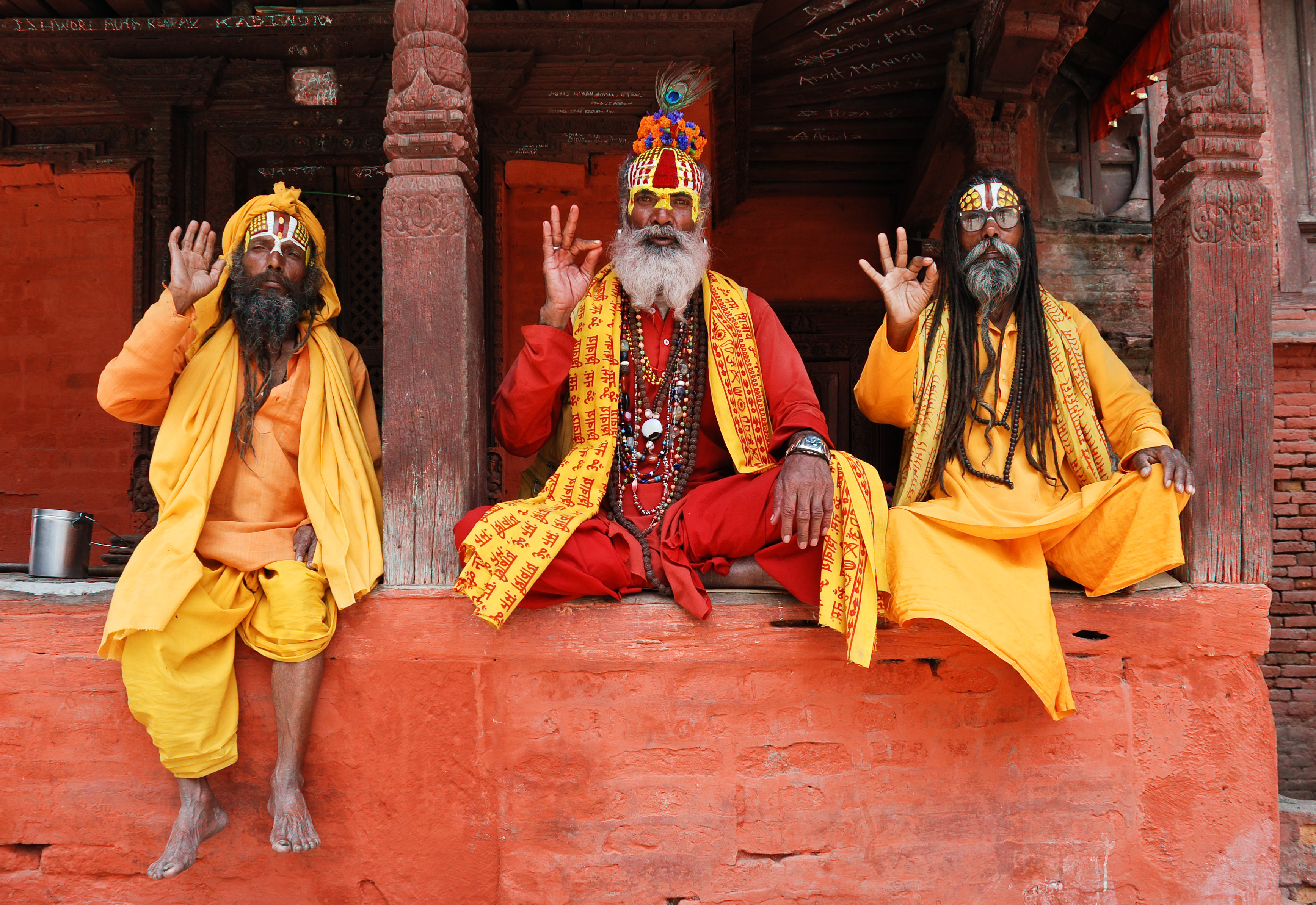
چند مرد مقدس هندو در نپال

نِپال (به نپالی: नेपाल) با نام رسمی جمهوری فدرال دموکراتیک نپال کشوری است که در قاره آسیا در شمال هند قرار دارد و پایتخت آن کاتماندو است. جمعیت نپال حدود ۲۹ میلیون نفر و زبان رسمی آن نپالی است. واحد پول این کشور روپیه نپال است. این کشور تنها با چین و هند همسایه است.
بیشتر محدودهٔ نپال بر روی رشته‌کوه‌های هیمالیا قرار گرفته و شمال این کشور هشت قله از چهارده قله بلند جهان را در خود جای داده که یکی از آن‌ها بلندترین کوه جهان یعنی کوه اورست است. جنوب کشور مرطوب و حاصلخیز است و جمعیت زیادی را در خود جای داده‌است.
۸۱ درصد مردم نپال پیرو آیین هندو هستند و با این احتساب، نپال در میان کشورهای جهان بالاترین درصد پیروان هندو را نسبت به جمعیت خود دارد. این کشور به خاطر موقعیت جغرافیایی خود هم از هند و هم از تبت نفوذ پذیرفته‌است. آیین بودا، اسلام و کیراتی (تلفیقی از آنیمیسم، شیواپرستی و بودیسم تبتی) سه دین مهم دیگر این کشور هستند و بخش بزرگی از جمعیت این کشور خود را هم هندو و هم بودایی معرفی می‌کنند که این به‌ دلیل تلفیق این دو مذهب در این کشور است. نپال تنها کشور در جهان است که پرچم آن به شکل مستطیل نیست، و از دو مثلث بر روی هم تشکیل شده ‌است.
این کشور در بیشتر تاریخ خود حکومت پادشاهی داشته‌است. در جنگ داخلی نپال علیه حکومت پادشاهی از سال ۱۹۹۶ تا ۲۰۰۶ نزدیک به ۱۶ هزار تن کشته شدند. مائوئیست‌ها در سال ۲۰۰۶ به ده سال جنگ داخلی پایان دادند و به روند صلح در نپال پیوستند. در سال ۲۰۰۸ حکومت پادشاهی با مصوبه مجلس مؤسسان نپال برانداخته شد و یک جمهوری دموکراتیک چندحزبی فدرال برقرار شد. هرچند پس از آن نیز درگیری‌هایی در این کشور وجود داشته اما این سیستم حکومتی پابرجا مانده‌است و در قانون اساسی سال ۲۰۱۵ نظام حکومتی کشور دموکراسی پارلمانی اعلام شد.

## تاریخ

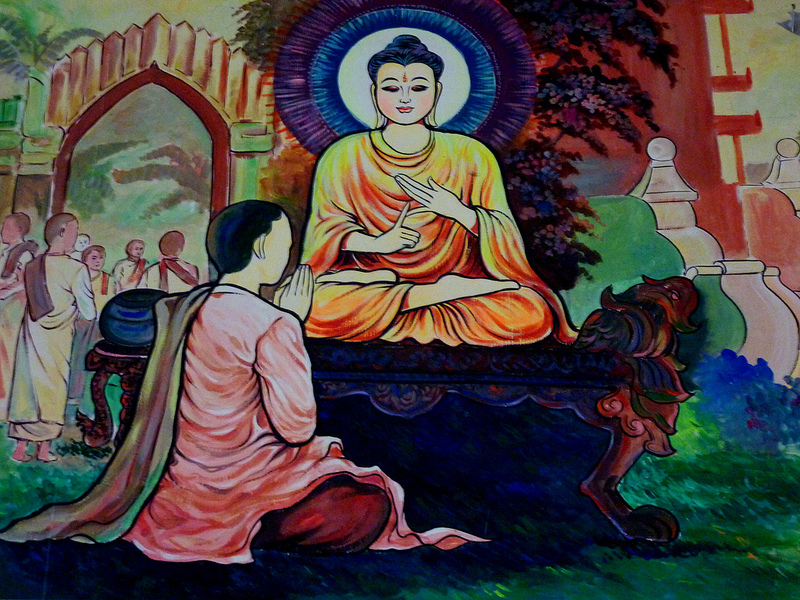
گواتما بودا، پیامبر دین بودیسم یکی از مشاهیر نپال

در ۱۷۶۸ حاکم شاهزاده‌نشین گورخا در غرب، دره کاتماندو را فتح کرد و دوره گسترشی را شروع نمود که با شکست خوردن از چینی‌ها در تبت (۱۷۹۲) و از بریتانیایی‌ها در هند (۱۸۱۶) پایان یافت. از ۱۸۴۶ تا ۱۹۵۰ خاندان رانا در مقام وزیران ارشد که پادشاهانی ضعیف بودند حکمرانی کردند. سیاست انزواطلبی آنان استقلال نپال را به قیمت توسعه نیافتن آن حفظ کرد.
رژیم پیش از ۱۹۵۰ از نظر ساختار سیاسی یک نظام اقتدارگرا بود که هیچ مخالفتی را از سوی گروه‌های قومی، فرهنگی و احزاب سیاسی نمی‌پذیرفت. نظم اجتماعی و هویت فرهنگی ملی از طریق تحمیل قوانین هندو برقرار می‌شد و حاکمان قدرت خود را از طریق قرار دادن همه گروه‌های نپال در یک چارچوب سلسله مراتبی از ساخت طبقاتی هندو استحکام می‌بخشیدند.
همزمان با سرنگونی رژیم رانا در سال ۱۹۵۰ نپال درهای خود را به روی دنیای خارج گشود و آماده پذیرش فرایند دمکراتیک شدن و مدرن‌سازی شد. اما این کشور نتوانست الگویی جدید از جامعه چند قومی ایجاد کند. با پیدایی دولت پانکایات در سال ۱۹۶۲، ساختارهای سیاسی و اجتماعی نپال، بیش از پیش بسته و متحجر شد. در این دولت، هیچ جایی برای فعالیت سیاسی و اپوزسیون وجود نداشت. اما در همین شرایط آئین قانونی جدید در سال ۱۹۶۴ به تصویب رسید. بر پایه این قانون همه در مقابل قانون برابر بودند و سامانه طبقاتی تضعیف می‌شد.

### شاهان و مائوئیست‌ها

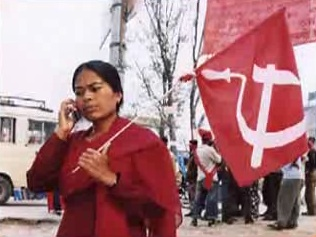
یکی از طرفداران مائوئیسم در نپال سال ۲۰۰۷

تجربه‌ای کوتاه‌مدت از دموکراسی، تثبیت مجدد حکومت پادشاهی به دست ماهندرا (از ۱۹۵۲ تا ۱۹۷۲) را در پی داشت. ناآرامی همگانی و تظاهرات خشونت‌آمیز در طرفداری از دموکراسی، پادشاه را مجبور به اعطای قانون اساسی دموکراتیک کرد. پس از یک کشمکش طولانی، نپال توانست یک دولت دموکراتیک در آوریل ۱۹۹۰ تشکیل دهد. در مه ۱۹۹۱ انتخابات چندحزبی برگزار شد.
مائوئیست‌های نپال در سال ۱۹۹۴ از انشقاق در «حزب کمونیست نپال» شاخه «مرکز وحدت» پدید آمدند و تا نزدیک یک سال پس از تشکیل همچنان از نام «مرکز وحدت» استفاده می‌کردند تا این که در سال ۱۹۹۵ به‌طور رسمی به عنوان مائوئیست‌ها (یا آن طور که دولت مرکزی آن‌ها را خطاب می‌کرد شورشیان مائوئیست) شناخته شدند.
مائوئیست‌ها از ۱۳ فوریه ۱۹۹۶ دست به نبردهای چریکی در مناطق روستایی زدند که طی ۱۰ سال گذشته موجب کشته شدن ۱۳ هزار نفر در نپال شد.
خاندان سلطنتی نپال (که خاندان «شاه» نامیده می‌شوند) تا سال ۲۰۰۱ یکی از آرام‌ترین و باثبات‌ترین خاندان‌های سلطنتی جهان به‌شمار می‌رفت و «بیرندرا بیر بیکرام شاه دِو» که از سال ۱۹۷۱ تاجگذاری کرده بود محبوبیت قابل توجهی بین مردم نپال داشت تا روز اول ژوئن ۲۰۰۱ که طبق نظر رسمی «دیپندرا» ولیعهد نپال با تیراندازی به اعضای خاندان سلطنتی در سالن غذاخوری در کاخ سلطنتی کاتماندو همگی آن‌ها از جمله پدر خود را به قتل رساند. پس از مرگ «دیپندرا» در ۴ ژوئیه ۲۰۰۱ گیانندرا، عموی وی که نزدیک‌ترین شخص باقی‌مانده در خاندان سلطنتی به‌شمار می‌رفت به عنوان شاه نپال شناخته شد. گیانندرا نه محبوبیت برادر خود، بیرندرا را داشت و نه توانایی‌های او را و در همین حال شایعاتی دربارهٔ نقش او در قتل‌عام سایر اعضای خاندان سلطنتی موجب افزایش بیزاری عمومی از وی می‌شد. گیانندرا در اقدامی بی‌سابقه به جای تعیین شخص دیگری به عنوان نخست‌وزیر، در اول فوریه ۲۰۰۵ خود شخصاً تشکیل دولت داد و با اعلام این که دولت‌های غیرنظامی توان مقابله با تهدیدهای مائوئیست‌ها را ندارند اعلام حکومت نظامی‌کرده و چندین نفر از سیاستمداران بلندپایه نپالی را دستگیر کرد. در پی این اقدام احزاب اپوزیسیون داخل حکومت که سال‌ها موازنه سیاسی در پارلمان نپال را برقرار کرده بودند به هند گریخته و از آن‌جا زمینه‌های لازم برای سرنگونی حکومت گیانندرا را فراهم کردند.
ائتلاف بزرگ اپوزیسیون داخل حکومت نپال که «ائتلاف هفت حزب» خوانده می‌شود در اولین اقدام خود پس از خروج از نپال (و حاکمیت آن) در نخستین گام در اوایل سال ۲۰۰۶ قرار داد تفاهمی در ۱۲ ماده با مائوئیست‌ها امضا کرد که این آغاز ورود مائوئیست‌ها به عرصه فعالیت‌های مدنی سیاسی و پیروزی آن‌ها بود. این اتحاد تازه‌تأسیس توانست از اوایل آوریل ۲۰۰۶ اعتصابات عمومی و تظاهرات اعتراض‌آمیز را در سراسر نپال آغاز کند و این اقدام با چنان استقبال گسترده‌ای از سوی مردم مواجه شد که گفته می‌شود در تظاهرات روز ۲۱ آوریل ۲۰۰۶ در کاتماندو بیش از ۵۰۰ هزار نفر شرکت کرده بودند.
به این ترتیب جنبش دموکراسی نپال که در زبان محلی (لوکتانترا آندولن) گفته می‌شود با بهره‌مندی از آتش‌بس موقت یک طرفه‌ای که مائوئیست‌ها در ۲۷ آوریل اعلام کردند، توانست در ماه مه به پیروزی قطعی برسد و بر اساس قانون ۱۸ مه مجلس باردیگر برقرار شده شرایطی به شاه تحمیل شد که از آن جمله تحویل فرماندهی تیپی ۹۰ هزار نفری از ارتش به مجلس، وضع مالیات بر اموال و درآمدهای خانواده سلطنتی، اعلام نپال به عنوان کشوری سکولار (و نه پادشاهی هندو) و عزل شاه از مقام فرماندهی ارتش بود.
در ادامه تحولات بعدی نپال دولت موقت و پارلمان انتقالی این کشور لغو نظام سلطنت در این کشور را در اواخر دسامبر ۲۰۰۷ تصویب کردند و به این ترتیب مائوئیست‌ها دیگر نیازی به از سرگیری شیوه‌های جنگ چریکی ندیدند چرا که اهداف رؤیایی آن‌ها بدون نیاز به درگیری نظامی نصیب‌شان شده بود.
در انتخابات ۱۰ آوریل سال ۲۰۰۸ مائوئیست‌ها برنده انتخابات مجلس مؤسسان نپال شدند. مجلس نپال در اوائل سال ۲۰۰۸ میلادی رسماً نظام پادشاهی چند صد ساله را در این کشور منحل و برقراری نظام جمهوری را تصویب کرد. «رام باران یاداو» که ازسوی حزب کنگره نپال حمایت می‌شود نخستین رئیس‌جمهوری نپال در تاریخ این کشور پس از چند قرن نظام پادشاهی بود و در ۲ مرداد ۱۳۸۷ سوگند یاد کرد.

## جغرافیا

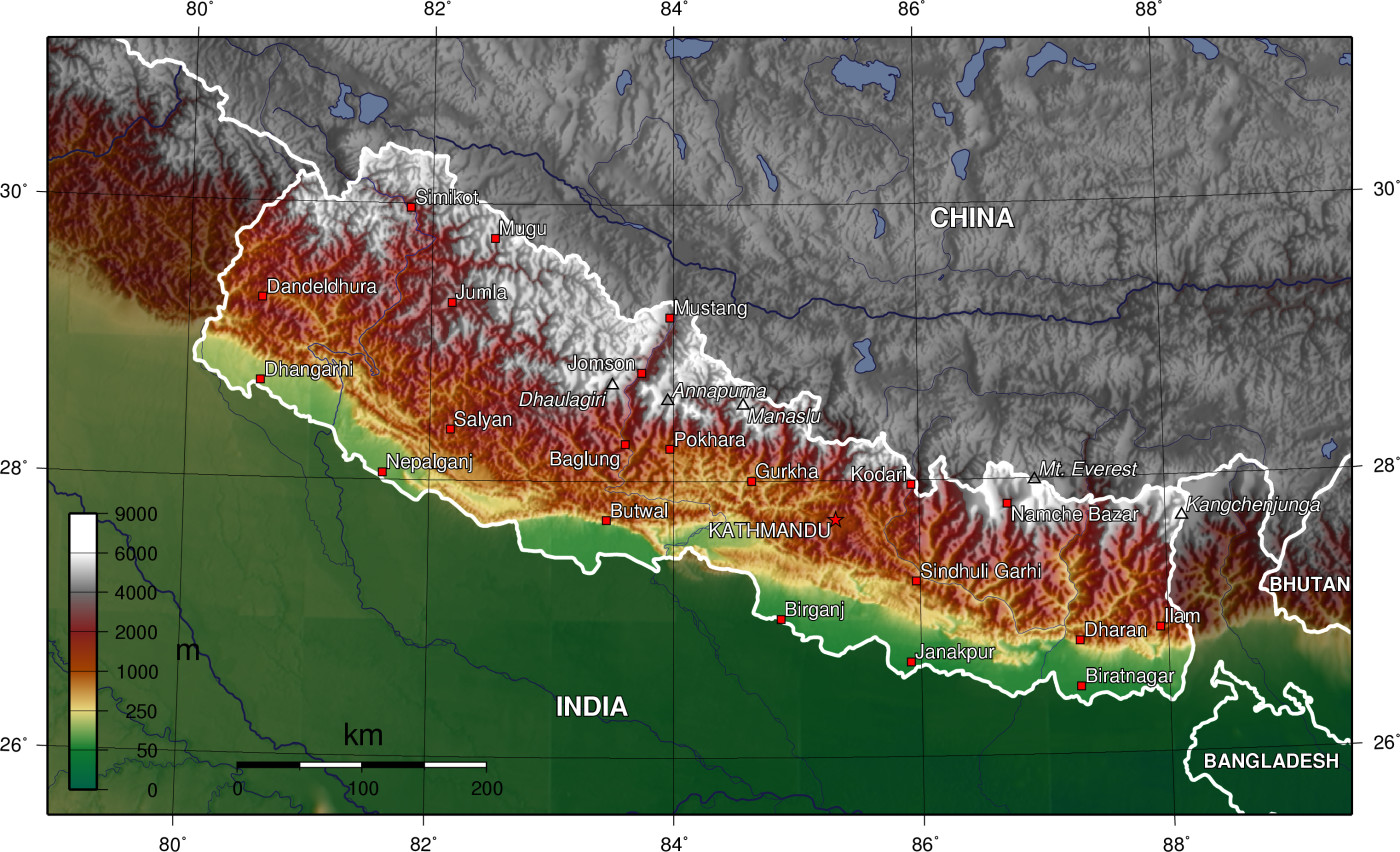
نفشه ناهمواری‌های نپال.

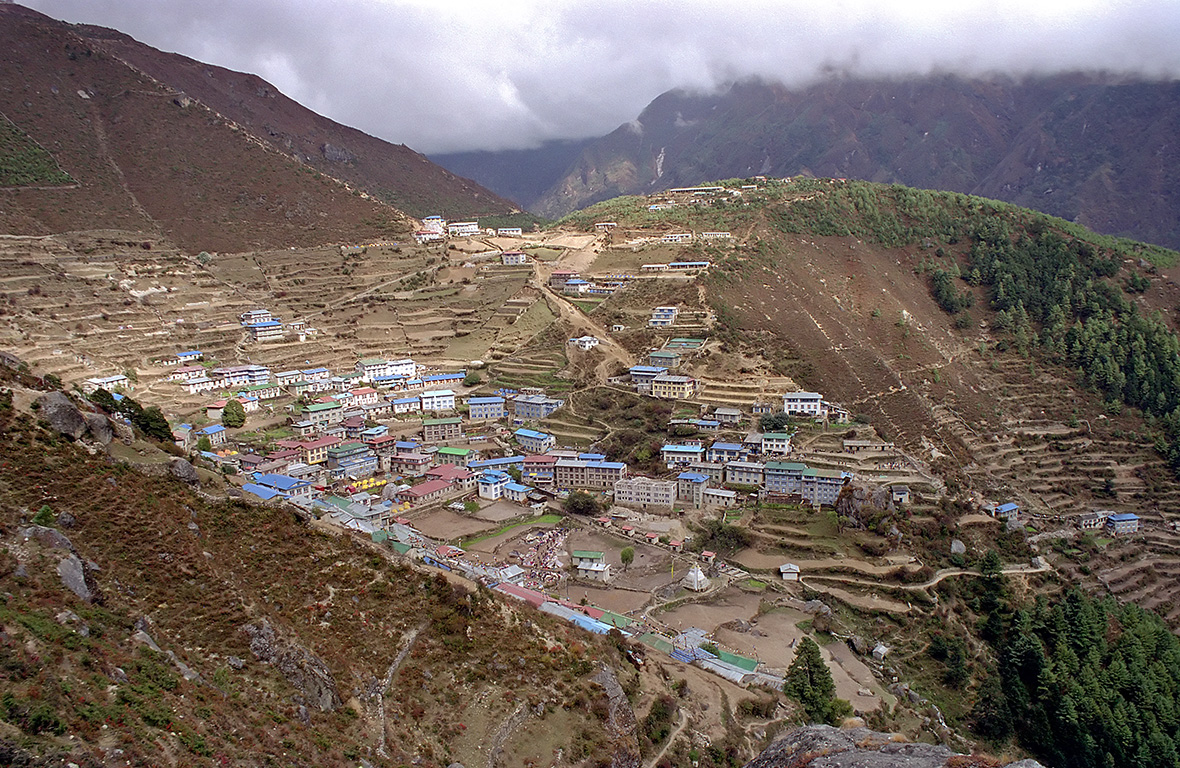
نامچه‌بازار در منطقه خومبو، در نزدیکی کوه اورست

نپال سرزمینی کوهستانی است و رشته‌کوه هیمالیا و بلندترین قلهٔ جهان یعنی قلهٔ اورست در این کشور قرار دارد.
در جنوب این کشور زمین‌های پست نیمه‌گرمسیری با جمعیتی متراکم جای دارد. یک نوار تپه‌ای مرکزی را دره‌های حاصلخیز تقسیم می‌کند. شمال پوشیده از کوه‌های هیمالیا است. رودهای مهم نپال، گاگرا، نارایانی، و کوشی و بلندترین نقطه آن قله اورست با ۸۸۴۸ متر ارتفاع است. آب و هوای کشور از جنوب نیمه‌گرمسیری تا قله‌های یخی هیمالیا متنوع است. تمامی نپال در معرض بادهای موسمی قرار دارد.
از نظر موقعیت می‌توان هیمالیای نپال را به بخش‌های زیر تفکیک کرد: ۱-منطقهٔ «سیکیم» شامل کانگْچِنجونگا، ۲-منطقهٔ «ماهالانگور» شامل قلل اورست، چو ایو، لوتسه، ماکالو، آما دابلام، گیاچونگ کانگ و نوپتسه و ۳-بخش مرکزی شامل ماناسلو، هیمال چولی، آناپورنا ۱، دهالاگیری ۱، ماچاپوچار، لانگتانگ‌لیرونگ و یانگرا.
به‌طور خلاصه، هیمالیای نپال که از طرف شرق توسط هیمالیای سیکیم و از طرف غرب بوسیله هیمالیای گاروال محاصره شده، وسیع‌ترین و مرتفع‌ترین قسمت هیمالیا است. طول این قسمت، که در مرز شمالی نپال قرار دارد، حدود ۸۰۰ کیلومتر بوده و در محدودهٔ مرزهای هندوستان و تبت واقع شده‌است.
از شهرهای مهم نپال می‌توان بیرات‌نگر ۱۸۲ هزار نفر، لالیت‌پور ۱۶۲ هزار نفر، پوخارا ۲۰۰ هزار نفر و بیرگنج ۱۳۳ هزار نفر را نام برد.
نپال اعلام کرده‌است که کوه اورست را دوباره اندازه‌گیری خواهد کرد، چون پس از زمین‌لرزه ویرانگر آوریل ۲۰۱۵ در منطقه احتمال دارد ارتفاع آن تغییر کرده باشد. مسئولان این کشور گفته‌اند در اندازه‌گیری قبلی ارتفاع کوه اورست ۸۸۴۸ متر بوده اما ممکن است به جز تغییر ارتفاع، موقعیت جغرافیایی آن هم تغییر کرده باشد. پژوهشگران دانشگاه کمبریج اعلام کردند بر اثر این زمین لرزه شهر کاتماندو سه متر به سمت جنوب جابجا شده‌است.

## تقسیمات کشوری
نپال به ۷ استان و ۷۷ بخش تقسیم شده‌است.
| No.   | استان             | مرکز         | بخش‌ها | مساحت (km2) | جمعیت (۲۰۱۱) | تراکم (people/km2) |
| ----- | ----------------- | ------------ | ----- | ----------- | ------------ | ------------------ |
| ۱     | استان شماره ۱     | بیراتنگار    | ۱۴    | ۲۵٬۹۰۵ km2  | ۴٬۵۳۴٬۹۴۳    | ۱۷۵                |
| ۲     | استان شماره ۲     | جاناکپور     | ۸     | ۹٬۶۶۱ km2   | ۵٬۴۰۴٬۱۴۵    | ۵۵۹                |
| ۳     | استان شماره ۳     | هتودا        | ۱۳    | ۲۰٬۳۰۰ km2  | ۵٬۵۲۹٬۴۵۲    | ۲۷۲                |
| ۴     | گانداکی پرادش     | پوکارا       | ۱۱    | ۲۱٬۵۰۴ km2  | ۲٬۴۱۳٬۹۰۷    | ۱۱۲                |
| ۵     | استان شماره ۵     | بوتوال       | ۱۲    | ۲۲٬۲۸۸ km2  | ۴٬۸۹۱٬۰۲۵    | ۲۱۹                |
| ۶     | کارنالی پرادش     | بیرندراناگار | ۱۰    | ۲۷٬۹۸۴ km2  | ۱٬۱۶۸٬۵۱۵    | ۴۱                 |
| ۷     | سودورپاشچیم پرادش | گوداواری     | ۹     | ۱۹٬۵۳۹ km2  | ۲٬۵۵۲٬۵۱۷    | ۱۳۰                |
| مجموع | نپال              | کاتماندو     | ۷۷    | ۱۴۷٬۱۸۱ km2 | ۲۶٬۴۹۴٬۵۰۴   | ۱۸۰                |

## سیاست
|                                         |                                                 |
| بیدیا دیوی بندری رئیس‌جمهور نپال از ۲۰۱۵ | شیربهادر دئوبا نخست‌وزیر نپال از هفتم ژوئن ۲۰۱۷. |

نپال که کشوری فقیر در حاشیه رشته کوه هیمالیا است در سال ۲۰۰۶ میلادی شاهد پایان جنگ داخلی خشونت‌آمیز یک دهه‌ای بود که به ۲۴۰ سال حکومت سلطنتی هندوها در این کشور پایان داد و آن را تبدیل به جمهوری کرد.
تا سال ۱۹۹۰، حکومت نپال یک سلطنت مطلقه بود. در ۱۹۹۰، بیرندرا (شاه وقت نپال) با تبدیل آن به سلطنت مشروطه (که شاه شخص اول کشور باشد و نخست‌وزیر رئیس دولت) موافقت کرد.
در آوریل ۲۰۰۶، تعداد زیادی از مردم در کاتماندو، در اعتراض به سیاست‌های شاه اقدام به اعتصاب و تظاهرات کردند. در ۲۱ آوریل ۲۰۰۶، در نتیجه ناآرامی‌ها، گیانندرا (شاه نپال) اعلام کرد که قدرت را به مردم می‌دهد و از احزاب اپوزیسیون خواست تا نخست‌وزیر پیشنهاد کنند.
در ژوئیه سال ۲۰۰۷ دولت شاهنشاهی نپال اعلام کرد در سال ۲۰۰۹ حکومت خود را از پادشاهی به جمهوری تغییر خواهد داد. هم‌اکنون پادشاه از حکومت خلع شده و رئیس موقت نپال به عنوان رهبر آن کشور فعالیت می‌کند.
در ۲۸ مه ۲۰۰۸ بنا بر تصمیم مجلس نپال در اعلام جمهوری، نظام سلطنتی ۲۴۰ ساله برچیده شد و به پادشاه ۱۵ روز فرصت داده شد تا کاخ ریاست جمهوری را ترک کند.
با پایان درگیری ۱۰ ساله مائوئیست‌ها و دولت، بیش از ۱۹ هزار تن از شورشیان مائوئیست سابق همچنان در آلونکهای خود در سراسر کشور پراکنده ماندند و بعداً بخشی از آن‌ها به عضویت ارتش نپال درآمدند.
در انتخابات مجلس سال ۲۰۱۳ حزب چپ میانه کنگره ملی نپال ۱۹۶ کرسی، حزب کمونیست (مارکسیست لنینیست ائتلافی) ۱۷۵ کرسی، حزب کمونیست (مائوئیست) ۸۰ کرسی و حزب راست‌گرا و سلطنت‌طلب حزب دمکراتیک ملی نپال ۲۴ کرسی پارلمان را به دست آوردند.

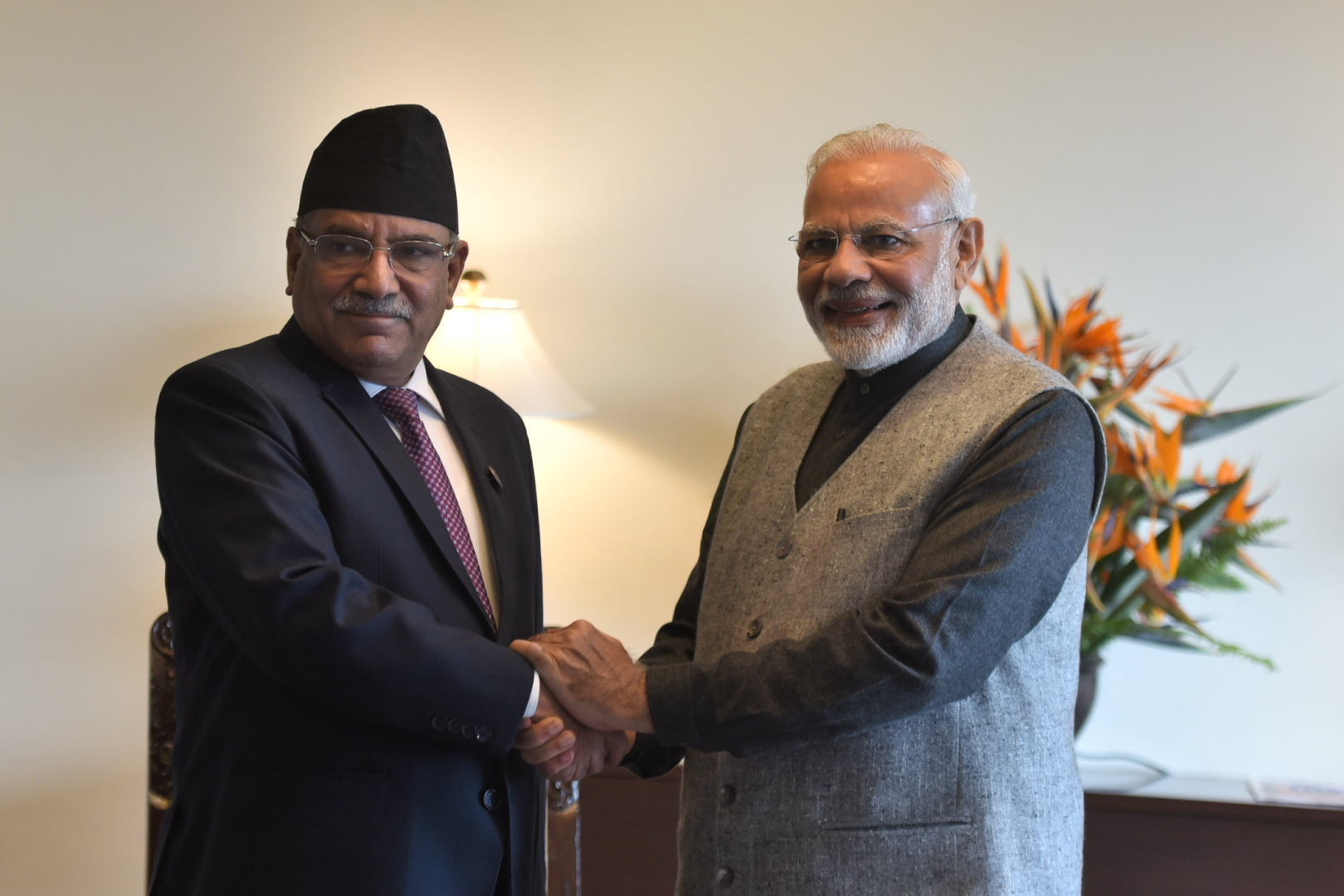
پراچاندا نخست وزیر نپال و نارندرا مودی نخست وزیر هند

دولت نپال پس از ۲۰ سال، موفق شد که انتخابات پارلمانی را در ۲۴ اردیبهشت ۱۳۹۶ برگزار کند. در این انتخابات برای انتخاب ۷۰۰ شورای روستایی و شهرداری نپال برگزار شد شرایط را برای برگزاری انتخابات پارلمانی و ایالتی فراهم کرد. انتخابات پارلمانی نپال باید پیش از ۲۲ ژانویه سال ۲۰۱۸ برگزار شود.
در خردادماه ۱۳۹۶ پوشپا کمال داهال معروف به «پراچاندا» نخست‌وزیر نپال تنها پس از ۹ ماه حضور در قدرت و پیش از پایان دور آخر انتخابات محلی به خاطر اختلاف میان دولت وی با دادگاه عالی نپال از سمت خود استعفا داد.
در خصوص تصمیمات قضایی نپال جزو کشورهایی است که مجازات اعدام در آن وجود ندارد.

## مردم
| ادیان در نپال | ادیان در نپال | ادیان در نپال | ادیان در نپال | ادیان در نپال |
| ------------- | ------------- | ------------- | ------------- | ------------- |
| دین           | دین           |               | درصد          | درصد          |
| هندوئیسم      | هندوئیسم      |               | ۸۰٫۶٪         | ۸۰٫۶٪         |
| بودیسم        | بودیسم        |               | ۱۰٫۷٪         | ۱۰٫۷٪         |
| اسلام         | اسلام         |               | ۴٫۲٪          | ۴٫۲٪          |
| موندوم        | موندوم        |               | ۳٫۶٪          | ۳٫۶٪          |
| مسیحیت        | مسیحیت        |               | ۰٫۵٪          | ۰٫۵٪          |
| غیره          | غیره          |               | ۰٫۴٪          | ۰٫۴٪          |

مردم نپال اغلب پیرو آیین هندو هستند. از نگاه ظاهری تفاوت چندانی بین نپالی‌ها و مردمان شمال شرق هند وجود ندارد.
مردم نپال دارای نام‌های بسیار شبیه به هم هستند. نام وسط «بهادر» نامی بسیار مرسوم در بین نپالی‌ها است. گورونگ (Gurung) که اشاره به قومیت گورونگ دارد نام خانوادگی بیش از ۱۵ درصد نپالی‌هاست. از دیگر نام‌های متداول می‌توان به تاپا (Thapa) و تمنگ (Tamang) اشاره کرد.
جمعیت نپال از چندین قوم شکل گرفته، و بخش بزرگی از آن‌ها را شرپاها تشکیل می‌دهند که سال‌ها قبل از تبت به نپال مهاجرت نموده‌اند و در مرزهای شمالی نپال ساکن هستند. مذهب اصلی مردم نپال هندو است و بودائیان تنها در نوار شمالی ساکن هستند. آنها در ارتفاع بالای ۴۰۰۰ متر ساکن هستند و عمدتاً علاوه بر کشاورزی به اموراتی نظیر راهنمایی گردشگران و کوهنوردان می‌پردازند.

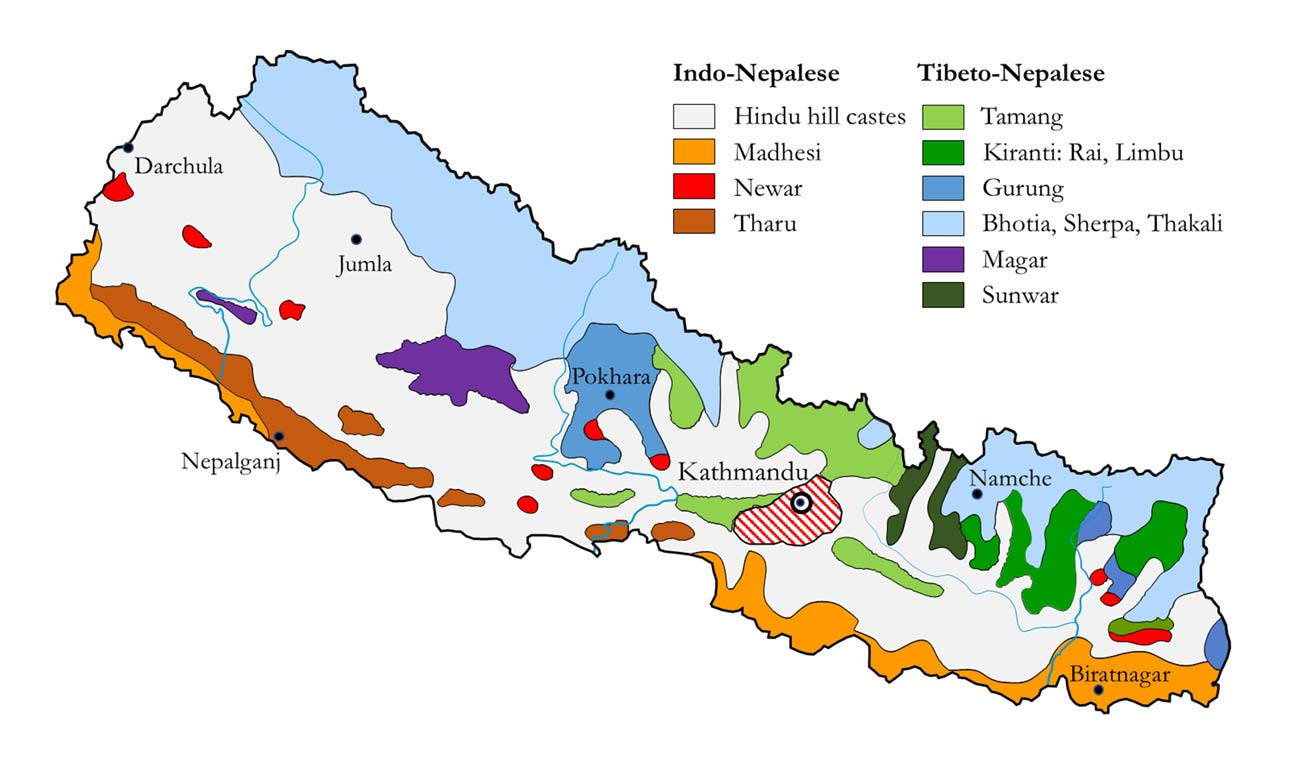
گروه‌های قومی مردم نپال

در نپال حدود ۶۰ زبان و گویش وجود دارد. زبان نپالی در طول دو قرن اخیر، همچون زبان ملی بوده‌است و بیش از ۵۰ درصد مردم نپال به این زبان صحبت می‌کنند. اما دولت تأکید ویژه‌ای بر زبان سانسکریت دارد. این زبان در مدارس اجباری شده‌است درحالی‌که زبان نپالی از حالت اجبار در مدارس خارج شده‌است.
اکثر بودایی‌ها در پایتخت زندگی می‌کنند که بزرگ‌ترین معبد آن‌ها «شمبو» نیز در پایتخت قرار دارد که با کمک کشور چین و ژاپن بر بالای کوهی ساخته شده‌است. ژاپنی‌ها بدون دریافت هر گونه وجهی خیابان‌های اصلی، ترمینال و برخی بناهای دیگر را در پایتخت نپال ساخته‌اند.
اکثر مسلمانان در شهری به نام نیپاگنج (در جنوب و مرز هند) ساکن و گروهی دیگر از آنان نیز در شهری به نام جنکپور ساکن هستند.

## فرهنگ
نپال یک کشور کوچک در منطقه هیمالیا است که بین هند و چین واقع شده و نمونه‌ای از گوناگونی فرهنگی، و جامعه‌ای چند قومی و طبقاتی در طول تاریخ بوده‌است. حدود ۱۴۰ گروه مختلف قومی طبقاتی در این کشور وجود دارند که به مدت ۲۰۰۰ سال در کنار هم زندگی کرده‌اند و سنت‌های فرهنگی مجزا و در عین حال به هم مرتبط خود را حفظ کرده‌اند. این آمیزه در مجموع «فرهنگ نپالی» را به وجود آورده‌است. یک فرهنگ که از جنوب شدیداً تحت تأثیر تمدن هندو کشور هند و از شمال تحت تأثیر تمدن بودایی‌های تبتی است. از نظر سنت فرهنگی یا تمدن، می‌توان نپال را فصل مشترک بین تمدن هندو و بودائی در نظر گرفت.
پس از یکپارچه‌سازی نپال توسط نارایان‌شاه در سال ۱۷۶۸، ساختار اجتماعی نپال به تدریج تحت تأثیر الگوی هندو تحت عنوان «سنت بزرگ» قرار گرفت؛ بدون آن‌که مزاحمتی جدی برای فرهنگ‌های محلی به وجود آورد. این انتقال آرام تحت تأثیر آئین قانونی ۱۸۵۴ قرار گرفت و همه مردم نپال را به طبقه (کاست) تقسیم می‌کرد. هر شهروندی، با هر پشتوانه فرهنگی که این اصول آئین‌نامه را نقض می‌کرد، بشدت تنبیه، تکفیر یا تنزل مقام دریافت می‌کرد.
دربارهٔ زادگاه بودا و وجود تاریخی این شخصیت اختلاف نظر وجود دارد. اما نپالی‌ها و یونسکو، شاخه فرهنگی سازمان ملل متحد، لومبینی، شهری در نپال را محل تولد بودا می‌دانند و دولت نپال تصمیم گرفته‌است این محل را قبله‌ای برای بودایی‌های جهان کند. 
براساس یک سنت قدیمی هندویی که در نپال نیز رواج دارد و چائوپاتی نامیده می‌شود، زنانی که وارد دوره قاعدگی می‌شوند، یا تازه فرزند به دنیا آورده‌اند، ناپاک یا عامل بدشانسی محسوب می‌شوند. به همین دلیل بسیاری از این زنان در این دوران مجبور به ترک خانه و زندگی در اتاقک‌های متروکه یا طویله می‌شوند. این سنت قدیمی در سال ۲۰۰۵ از سوی دولت نپال غیرقانونی اعلام شده بود اما هیچ جریمه‌ای برای آن در نظر گرفته نشده بود. اما در اوت ۲۰۱۷ (مرداد ماه ۹۶) مجلس نپال مقرر کرد هر شخصی که زنی را به دلیل قاعدگی مجبور به ترک خانه کند به سه ماه زندان و پرداخت ۳۰ دلار جریمه می‌شود.
قرن هاست که در نپال، دختربچه‌هایی که سن بعضی از آن‌ها به زیر یک سال می‌رسد، به عنوان بت زنده یا کوماری انتخاب شده و توسط مردم و حتی پادشاه پرستیده می‌شوند. بعد از انتخاب شدن، کوماری داخل معبد محبوس شده، و فقط چندین بار برای مراسم خواص به دنیای بیرون، برده می‌شود. مسئولیت اصلی کوماری، حفاظت از شهر و کشور است و در کل کشور، فقط ۳ کوماری رسمی وجود دارد. مورخین بر این باورند که این سنت، از قرن دوازدهم، توسط بودایی‌ها شروع شد.

## گردشگری

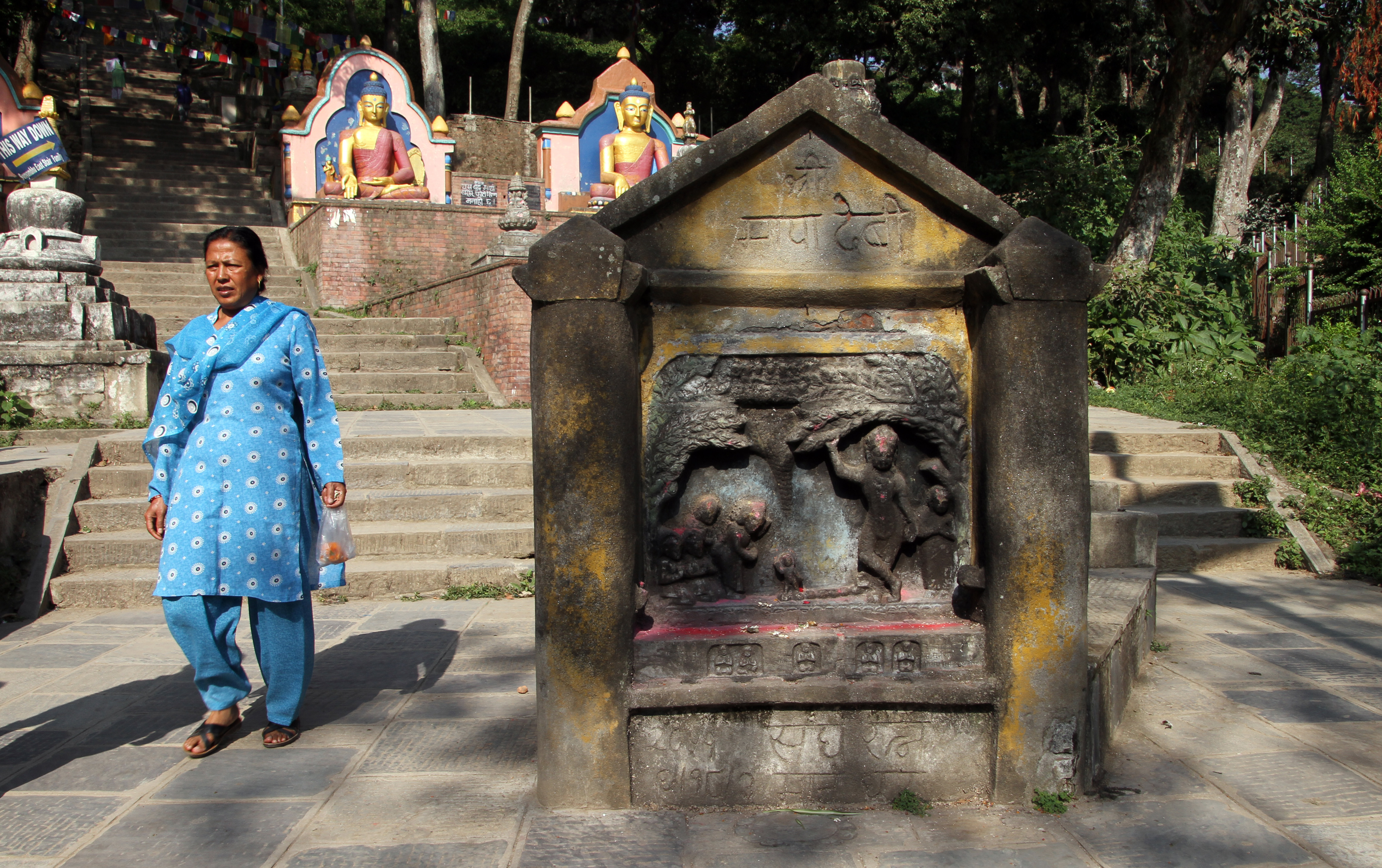
پله ها به سویامبونات

پاگوداها (معابد بودایی) و استوپاهای (مقبره‌های بودایی) حجیم یادآور عصر طلایی معماری نپال هستند. این بناها به‌دست صنعت‌گران «نِوار»، ساکنین اصلی دره کاتماندو ساخته شده‌اند.
سه شهر کاتماندو، پاتان و بختاپور دارای اهمیت تاریخی هستند و یادبودهایی عظیم هنری و با ارزش فرهنگی در آن به جا مانده‌اند. در هر محل معابدی به چشم می‌خورند که به ساحت ایزد یا ایزدبانوان تقدیم شده‌اند. بیشترین نقاط جذب گردشگر محوطه‌های میراث جهانی «پاشوپاتینات»، «سوویام بونات»، «بودهانات» چانجونارایان و میدان «دوربار» واقع در کاتماندو، پاتان و بختاپور هستند.
صنایع دستی یکی از صادرات اصلی نپال است که عمدتاً محصولات فلزی و کنده‌کاری روی چوب است. اهالی «نِوار» سنت‌های باستانی حکاکی روی سنگ، چوب و فلز را که از نیاکانشان به ارث گرفته‌اند، همچون امری مقدس می‌انگارند. برخی از بهترین هنرها و صنایع نپالی به شکل حکاکی روی چوب، مجسمه‌های فلزی، جواهر، چاقوی معروف گورخا (خوکوری)، سفالینه، کاغذهای برنجی دست‌ساز، تانگ‌کا و پائووا، فرش‌های پشمی و پوشاک عرضه می‌شوند.
در سال‌های گذشته صنعت گردشگری و خصوصاً کوهنوردی رونق زیادی گرفت. کشور نپال از صنعت کوهنوردی درآمد زیادی دارد، به طوری که برای صدور مجوز صعود کوهنوردان به اورست مبلغ ۲۵ هزار دلار دریافت می‌کند. همچنین رشد سریع گردشگری باعث شده در سال ۲۰۱۲ تعداد ۵۹۸٬۲۰۴ گردشگر از کشور نپال بازدید کنند که نسبت به سال قبل از آن ۱۰٪ افزایش داشته‌است.

## سیستم آموزش و پرورش
سیستم آموزش در نپال از سیستم هندی الگوبرداری شده است که خود میراث بریتانیا است. در نپال هیئت ملی امتحانات (NEB) بر تمامی آزمون‌های استاندارد نظارت دارد. وزارت آموزش و پرورش مسئول مدیریت فعالیت های آموزشی در نپال است. مرکز ملی توسعه آموزشی (NCED) نهادی است که مسئول تربیت معلم در نپال است.
آموزش ابتدایی در نپال آموزش پایه نامیده می‌شود و از پایه های اول تا هشتم تشکیل شده است. سطوح متوسطه پایه نهم تا دوازدهم است.
در سال ۲۰۲۱، نرخ باسوادی کشور ۷۱.۲ درصد (۸۱ درصد برای مردان و ۶۳.۳ درصد برای زنان) بوده است. زلزله آوریل ۲۰۱۵ مدارس را ویران کرد و به شدت بر توانایی کشور برای باز نگه داشتن مدارس باقی مانده تأثیر گذاشت.

## زمین‌لرزه نپال
زمین‌لرزه‌ای به بزرگی ۷٫۹ ریشتر پنجم اردیبهشت ۹۴ در ۱۰ کیلومتری عمق زمین و در شمال شرق کاتماندو (پایتخت نپال) و نزدیک مرز با چین رخ داد. براساس آخرین آمارها تا ۱۲ اردیبهشت ماه هفت هزار و ۴۰ نفر در این زلزله جان باخته‌اند.